# Deinbollia oblongifolia
Deinbollia oblongifolia är en kinesträdsväxtart som först beskrevs av Ernst Meyer och George Arnott Walker Arnott, och fick sitt nu gällande namn av Ludwig Radlkofer. Deinbollia oblongifolia ingår i släktet Deinbollia och familjen kinesträdsväxter. Inga underarter finns listade i Catalogue of Life.